# 仲跻昆
仲跻昆（1938年2月12日—2020年4月13日），男，辽宁大连人，中国阿拉伯语专家、中东文学翻译家。北京大学外国语学院教授、博士生导师。

## 生平
1938年2月12日生于辽宁大连。1961年毕业于北京大学东方语言系阿拉伯语专业，师从馬堅教授，后留校任教。1972年至1974年，赴苏丹任援外翻译。1978年至1980年，在埃及开罗大学文学院进修。1983年至1985年，在也门萨那技术学校援教。1985年至1986年，任北京大学东方语言系阿拉伯语教研室主任兼希伯来语教研室主任。1996年加入中国作家协会。曾任中国外国文学学会理事、阿拉伯文学研究会会长、中国中东学会理事。2005年3月从北京大学退休。
2009年，获中国翻译协会颁发的“资深翻译家”荣誉证书。2011年，获阿联酋“谢赫扎耶德图书奖——第五届文化人物年度奖（2010－2011）”，总奖金700万迪拉姆。2018年，获中国翻译协会“翻译文化终身成就奖”。
2020年4月13日在北京逝世，享年82岁。

## 著作
主要著作《阿拉伯文学通史》《阿拉伯现代文学史》。参编有《阿拉伯汉语词典》《汉语阿拉伯语词典》等，文学译著有《泪与笑》《一千零一夜》《阿拉伯古代诗选》《埃及现代短篇小说选》《努埃曼短篇小说选》《库杜斯短篇小说选》《本来就是女性》《黎巴嫩诗选》等。